# Élections législatives de janvier 2024 à Saint-Martin
Des élections législatives se déroulent le 11 janvier 2024 dans la partie néerlandaise de l'île de Saint-Martin afin de renouveler les 15 membres de son Parlement.
Le gouvernement de coalition sortant, qui réunit l'Alliance nationale (NA) et le Parti populaire uni (UPP) sous la conduite de la Première ministre Silveria Jacobs (NA), se maintient en tête mais perd sa majorité absolue des sièges dans un contexte de fragmentation de l'assemblée.
L'ensemble de l'opposition se réunit pour former une coalition quadripartite qui porte le dirigeant du Mouvement résilient uni de Saint-Martin (URSM), Luc Mercelina, au poste de Premier ministre le 3 mai 2024. La coalition s'effondre cependant dix huit jours à peine après son entrée en fonction du fait du retrait d'un des députés de Nation opportunité richesse (NOW), provoquant la tenue de nouvelles élections.

## Contexte

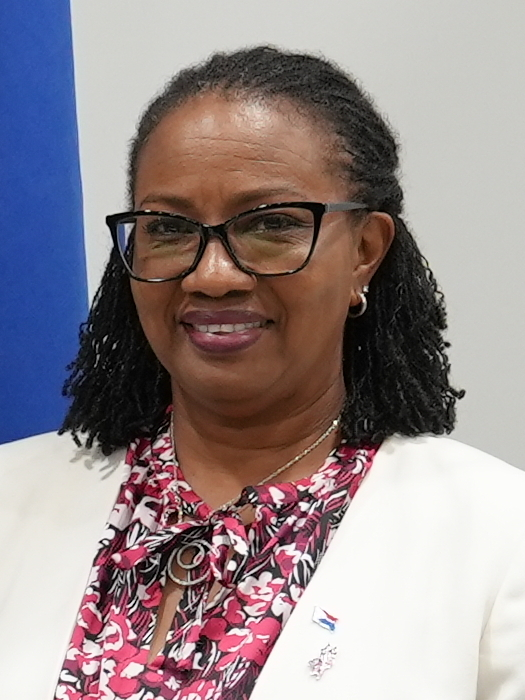
Silveria Jacobs

Les précédentes élections en janvier 2020 ont lieu de manière anticipée pour la cinquième fois en dix ans, à la suite de la chute du gouvernement de la Première ministre Leona Marlin-Romeo. Cette instabilité politique est notamment due aux difficiles négociations avec le gouvernement néerlandais concernant la gestion d'un fonds d'aides au redressement mis en place à la suite du passage des ouragans Irma et Maria, le gouvernement central à La Haye souhaitant conditionner ces aides d'un montant de 550 millions d'euros à des mesures anti-corruption et anti-immigration. Cette instabilité s’ajoute à celle existant de longue date sur l’ile, Saint-Martin ayant connu la chute de neuf gouvernements au cours des dix dernières années. À la tête d'un gouvernement de coalition réunissant les sept élus de son parti, Démocrates unis (UD), et l'unique député du Parti chrétien (CP), Leona Marlin-Romeo dispose d'une majorité d'un seul siège au parlement lorsque l'un des élus UD, Franklin Meyers, rejoint l'opposition fin 2019. Fort du soutien de Meyers, l'Alliance nationale (NA) et le Parti uni de Saint-Martin (USP) votent dans la foulée une motion de censure à l'encontre de Marlin-Romeo et de cinq de ses six ministres. Si l'opposition parvient à former un gouvernement sous la conduite de Silveria Jacobs, celui-ci se voit réduit à gérer les affaires courantes, Leona Marlin-Romeo ayant convoquée des élections anticipées juste avant son renversement. Cette dernière ne parvient cependant pas à empêcher le Parti populaire uni (UPP) de faire sécession de l'UD,,.
Les élections finalement organisées en janvier 2020 aboutissent à une alternance, les partis de l'ancienne opposition menée par Silveria Jacobs obtenant tous des résultats en nette hausse. L'Alliance nationale arrive ainsi largement en tête avec une avance de plus de 10 % des voix sur le Parti populaire uni, tandis que Démocrates unis s'effondre. Le parti chrétien perd également toute représentation, reléguant dans l'opposition les partis de la coalition pré-dissolution, ceux-ci ne totalisant plus qu'un seul siège. Le récent Parti pour le progrès, qui trouve principalement soutien parmi la jeunesse de l'île, entre au parlement avec deux sièges. Une coalition entre celui-ci et l'Alliance nationale est un temps évoquée, avant qu'un accord pour un gouvernement de coalition ne soit finalement signé entre la NA et l'UPP le 11 janvier, avec Silveria Jacobs pour Premier ministre.
La nouvelle Première ministre met fin à la période d'instabilité régnant sur l'île en maintenant son gouvernement tout au long de la législature, une première depuis dix ans. Les élections de janvier 2024 ont ainsi lieu à l'expiration naturelle de son mandat de quatre ans,.

## Système politique et électoral
L'île de Saint-Martin est une île des caraïbes dont la partie néerlandaise est organisée sous la forme d'une monarchie parlementaire. L'île forme un État du Royaume des Pays-Bas à part entière depuis la dissolution des Antilles néerlandaises en 2010. Le roi Guillaume-Alexandre en est nominalement le chef de l'État et y est représenté par un gouverneur.
Le parlement est monocaméral. Son unique chambre, appelée États de Saint-Martin, est composée de 15 députés élus pour 4 ans selon un mode de scrutin proportionnel plurinominal dans une unique circonscription. Les États de Saint-Martin nomment le Premier ministre qui forme son gouvernement. Ce même Premier ministre propose au souverain un gouverneur de Saint-Martin, représentant de la couronne nommé pour un mandat de six ans renouvelable une fois.
Peuvent participer au scrutin les partis représentés au parlement ou ayant recueilli les signatures d'au moins 1 % du nombre de votes valides aux élections précédentes, soit ici 134 voix. 

## Résultats
|                        |                                                |        |       |       |        |               |  |  |  |
| Partis                 | Partis                                         | Voix   | %     | +/-   | Sièges | +/-           |  |  |  |
|                        | Alliance nationale (NA)                        | 3 455  | 23,92 | 11,44 | 4      | 2             |  |  |  |
|                        | Parti populaire uni (UP)                       | 2 814  | 19,48 | 4,75  | 3      | 1             |  |  |  |
|                        | Mouvement résilient uni de Saint-Martin (URSM) | 2 020  | 14,04 | Nv    | 2      | 2             |  |  |  |
|                        | Parti démocratique (DP)                        | 1 970  | 13,64 | N/a   | 2      | 1             |  |  |  |
|                        | Parti pour le progrès (PFP)                    | 1 717  | 11,89 | 1,34  | 2      | en stagnation |  |  |  |
|                        | Nation opportunité richesse (NOW)              | 1 481  | 10,25 | Nv    | 2      | 2             |  |  |  |
|                        | Parti uni de Saint-Martin (USP)                | 686    | 4,75  | 8,46  | 0      | 2             |  |  |  |
|                        | Empire culture autonomisation (ECE)            | 291    | 2,02  | Nv    | 0      | en stagnation |  |  |  |
|                        |                                                |        |       |       |        |               |  |  |  |
| Suffrages exprimés     | Suffrages exprimés                             | 14 443 | 97,75 |       |        |               |  |  |  |
| Votes nuls             | Votes nuls                                     | 332    | 2,25  |       |        |               |  |  |  |
| Votes blancs           | Votes blancs                                   | 0      | 0     |       |        |               |  |  |  |
| Total                  | Total                                          | 14 775 | 100   | –     | 15     | en stagnation |  |  |  |
| Abstention             | Abstention                                     | 7 778  | 34,49 |       |        |               |  |  |  |
| Inscrits/Participation | Inscrits/Participation                         | 22 553 | 65,51 |       |        |               |  |  |  |

## Analyse et conséquences
L'Alliance nationale (NA) de la Première ministre Silveria Jacobs se maintient à la première place mais subit un important recul, de même que son partenaire de coalition, le Parti populaire uni (UP), qui se maintient à la deuxième place malgré des résultats en baisse. Avec respectivement 4 et 3 sièges soit 2 de moins pour la NA et un de moins pour l'UPP, la coalition gouvernementale perd sa majorité absolue au parlement. Le scrutin aboutit par ailleurs à un morcellement parlementaire, quatre autres partis dont deux nouveaux se répartissant les sièges restants,,.
Avec deux sièges chacun, les quatre partis d'opposition ayant obtenus une représentation dans la nouvelle législature — le Mouvement résilient uni de Saint-Martin (URSM), le Parti démocrate (DP), le Parti pour le progrès (PFP) et Nation opportunité richesse (NOW) — forment une nouvelle coalition, provoquant ainsi une alternance. L'USRM ayant obtenu le plus de voix parmi eux quatre, son dirigeant Luc Mercelina en prend la tête en vue de remplacer Silveria Jacobs au poste de Premier ministre. Les membres de la nouvelle législature prêtent serment le 10 février, suivi de la signature de l'accord de gouvernement le 21 février. Luc Mercelina prête serment et prend ses fonctions de Premier ministre le 3 mai, en même temps que le reste du nouveau gouvernement
A la surprise générale, l'un des deux députés de NOW, Kevin Maingrette, décide cependant de quitter son parti et de revenir sur son soutien au gouvernement dix huit jours à peine après son entrée en fonction, provoquant sa mise en minorité. Confronté à cette situation, Luc Mercelina annonce le 21 mai avoir demandé au gouverneur Ajamu Baly de dissoudre l'assemblée afin de convoquer des élections anticipées dans les trois mois. Le gouverneur accède à sa demande le lendemain.